# Коттиф
Коттиф— древнегреческий политический деятель и военачальник IV века до н. э.

## Биография
Коттиф был родом из фессалийского города Фарсала. В 339 году до н. э. на особой сессии амфиктионов амфисийцам из-за начала взимания пошлин и распашки на равнине у города Криса к югу от Дельф земель, посвящённых Аполлону, была объявлена священная война. Коттифу как председателю Совета амфиктионов было вверено командование армией Союза. Он прошёл через Фермопилы, наложил штраф на амфисийцев и добился изгнания виновных в совершении святотатства вождей. Однако ободрённые политикой Афин, которой руководил Демосфен, Фивы выступили на стороне Амфисы, вернувшей всё в первоначальное состояние.
Тогда на следующем собрании, в конце лета или начале осени 339 году до н. э. (здесь мнения исследователей расходятся), на котором, в отличие от предыдущего, присутствовали и представители Фив и Афин, было решено передать начальство македонскому царю Филиппу II, только что вернувшемуся из скифского похода. Инициатором этого предложения был Коттиф. По замечанию Р. Пёльмана, Фарсала была многим обязана македонскому царю, и Коттиф «был, во всяком случае, добровольным орудием македонской политики». Филипп II незамедлительно согласился на это предложение, что позволило ему беспрепятственно ввести своё войско на территорию Средней Греции.